# خورشیدماهیان آب شیرین
خورشیدماهیان آب شیرین (نام علمی: Centrarchidae) نام یک تیره از زیرراسته سوف‌ماهی‌شکلیان است.